# Noodweer (Nederlands strafrecht)
Noodweer is een noodzakelijke gerechtvaardigde verdediging waarbij een strafbaar feit wordt gepleegd ter zelfverdediging of verdediging van een ander. In het Nederlandse strafrecht is noodweer een algemene wettelijke strafuitsluitingsgrond, neergelegd in artikel 41 lid 1 van het Wetboek van Strafrecht. De wettekst is sinds de invoering in 1886 ongewijzigd:

Niet strafbaar is hij die een feit begaat, geboden door de noodzakelijke verdediging van eigen of eens anders lijf, eerbaarheid of goed tegen ogenblikkelijke, wederrechtelijke aanranding.

## Grondslag
Noodweer rust op twee pijlers, de zelfverdediging en de rechtsbescherming. Noodweer is behalve de bescherming van zichzelf of anderen, ook de verdediging van het recht tegenover het onrecht. Noodweer wordt algemeen gezien als een rechtvaardigingsgrond die de wettelijke voorwaarden noemt waaronder het plegen van een strafbaar feit alsnog gerechtvaardigd is. Noodweer is het laatste restje eigenrichting en is daarom aan strenge voorwaarden gebonden.

## Aanranding en verdediging
De Hoge Raad heeft uitgemaakt dat de enkele vrees voor een wederrechtelijke aanranding niet voldoende is voor een succesvol beroep op noodweer. Er dient ten minste sprake te zijn van een onmiddellijk dreigend gevaar voor een dergelijke aanranding. Dit moet redelijkerwijze kunnen worden afgeleid uit het gedrag van de ander. Zodra de aanranding is afgelopen, kan er geen sprake meer zijn van rechtvaardigende noodweer. Noodweer gaat dus niet op als de aanvaller later wordt teruggepakt. Als de aanrander zich terugtrekt, is de aanranding afgelopen en is er geen enkele handeling ter verdediging meer geboden (ogenblikkelijkheidsvereiste). Ook als de oorspronkelijke verdediger een klap na uitdeelt, is er geen sprake meer van noodweer. De wetgever houdt echter rekening met de emotionele impact door middel van de bepaling betreffende noodweerexces. De aanranding moet ogenblikkelijk zijn. Hiermee heeft de wetgever benadrukt dat de aanranding moet plaatsvinden op het moment dat men zich verdedigt. De wetgever was beducht voor verdediging tegen een nog niet bestaande aanranding, of verdediging tegen een aanranding die al was afgelopen. De aanranding moet een wederrechtelijke zijn. Als de aanrander in zijn recht staat zoals wanneer een bevoegd politieambtenaar iemand wil aanhouden, is noodweer daartegen niet mogelijk. Noodweer tegen iemand B die zelf handelt in noodweer is niet mogelijk, immers hij B is daartoe gerechtigd. Zijn aanranding is niet wederrechtelijk. Noodweer tegen iemand C die zelf handelt in noodweerexces is wel denkbaar: het gedrag van C is wel wederrechtelijk, maar is verontschuldigbaar.
Moeilijk te beoordelen situaties levert provocatie, of de zelfs denkbare geprovoceerde provocatie.

## Subsidiariteit en proportionaliteit
Noodweer moet als rechtvaardigingsgrond voldoen aan eisen van proportionaliteit en subsidiariteit. Dit wordt verwoord in het geboden zijn door de noodzakelijke verdediging. Op dit vereiste stranden de meeste beroepen op noodweer. Het vereiste van subsidiariteit houdt onder andere in, dat noodweer het laatste redmiddel moet zijn. Een beroep op noodweer wordt immers gedaan als iemand in zijn verdediging een strafbaar feit (bijvoorbeeld mishandeling) heeft gepleegd. Hij dient zich in te spannen om indien hij wordt aangerand, het plegen van een strafbaar feit te vermijden. Iemand die wordt aangerand, dient allereerst te proberen om aan de aanranding te ontkomen. Het subsidiariteitsbeginsel wordt niet zo streng opgevat in geval van langdurig huiselijk geweld. Dan kan het veel moeilijker zijn om zich aan de aanranding te onttrekken: dat zou veelal betekenen dat zij hun partner en de woning zouden moeten verlaten. De rechtspraak blijkt gewicht toe te kennen aan deze zogenaamde vluchtplicht. Deze vluchtplicht is in de dogmatiek echter zeker niet onomstreden. Vooral schrijvers die het rechtsbeschermingskarakter van noodweer benadrukken zijn kritisch. Veelal wordt gewezen op het adagium dat het recht voor het onrecht niet hoeft te wijken. Niet altijd wordt duidelijk onderscheid gemaakt tussen een vluchtplicht die geldt tijdens aanranding, of een vermijdplicht die al zou gelden ver voordat er van een aanranding sprake is. Deze laatste kan ook aan de orde komen bij culpa in causa.
Het vereiste van proportionaliteit houdt in, dat het door de verdediging geschade belang in een redelijke verhouding staat met het beschermde belang. De aangerande dient dus rekening te houden met de belangen van zijn aanrander, hoe moeilijk dat emotioneel ook kan zijn. Bij de verdediging dient het minst zware verdedigingsmiddel gekozen te worden. Ook dient van het gekozen middel een terughoudend gebruik te worden gemaakt. De keuze van het verdedigingsmiddel en de wijze waarop het is gebruikt, staan bij de beoordeling hiervan centraal. Het met een mes toebrengen van een diepe, potentieel dodelijke steekwond staat bijvoorbeeld niet in verhouding met een aanval die bestaat uit het slaan met de blote handen dan wel een vuist.

## Lijf, eerbaarheid of goed
De te verdedigen belangen zijn limitatief opgesomd. Onder lijf wordt verstaan de bewegingsvrijheid. Met eerbaarheid wordt bedoeld seksuele eerbaarheid in geval van seksuele aanranding of verkrachting. Tegen belediging of aantasting van de eer of goede naam is geen noodweer toegestaan. Onder goed verstaat de Hoge Raad voor menselijke beheersing vatbare stoffelijke objecten, niet de aantasting van rechten. Tegen huisvredebreuk is noodweer dus niet toegestaan. De bewoner mag wel andere wettelijke bevoegdheden gebruiken, bijvoorbeeld gepast geweld gebruiken in het kader van een aanhouding op heterdaad. Als je rechten worden aangetast, of je wordt beledigd, dien je naar de rechter te stappen.

## Putatieve noodweer
Wie reageert op bijvoorbeeld een bedreiging met een niet van echt te onderscheiden speelgoedpistool kan een beroep doen op putatieve noodweer en zelfs putatief noodweerexces. Objectief gezien bestaat er dan geen noodzaak tot noodweer, maar een beroep op putatieve noodweer kan toch gehonoreerd worden als een objectief waarnemer ook niet gezien zou hebben dat dat pistool maar speelgoed was. Het gaat hier om een vorm van dwaling,  die verschoonbaar is. Het slachtoffer vergist zich weliswaar als hij zich verweert, maar die vergissing moet dan ook begrijpelijk zijn: een ander zou normaal gesproken dezelfde vergissing moeten hebben gemaakt.

## Garantenstellung
Er wordt een Garantenstellung in acht genomen. Een Garantenstellung is een bijzondere zorgplicht die geldt voor bepaalde personen die met betrekking tot geweld professionele training hebben genoten, zoals politieagenten, soldaten en zelfs beoefenaars van vechtsporten, zoals judo of karate. Hierbij zal uiteraard ook ervaring meewegen. De Garantenstellung beïnvloedt de noodweervereisten. Een politieman dient te allen tijde professioneel te handelen, van hem wordt zeker vereist dat hij geweld gepast gebruikt. Hij moet bijvoorbeeld een aanrander kunnen uitschakelen door middel van een schot op relatief minder kwetsbare delen van het lichaam. Een belangrijker aspect is dat een agent zich juist in riskante situaties dient te begeven. Dit kan hem later niet worden tegengeworpen in het kader van culpa in causa.

## Culpa in causa
Een factor van belang is de eigen schuld van de aangerande, de zogenaamde culpa in causa, schuld aan de oorzaak. Dit is het geval als de verdachte zelf te verwijten valt dat het tot de aanranding of geweld is gekomen. Bijvoorbeeld doordat men van tevoren drugs heeft gebruikt die de agressie verhogen, of zelf wapens heeft meegenomen. De rol van de eigen schuld is in de dogmatiek omstreden. Sommige schrijvers (met name de tegenwoordige hoogleraar aan de VU, G.A.M. Strijards) menen dat eigen schuld een beroep op noodweer direct onmogelijk maakt. Andere schrijvers zien in de culpa in causa een genuanceerde correctie, waarbij andere factoren, zoals de ernst van het geweld waarmee de verdediger geconfronteerd werd, worden meegewogen. De Hoge Raad lijkt naar deze laatste visie te neigen. Men komt pas aan de culpa in causa correctie toe, als de noodweersituatie door de rechter is erkend.
In de gevallen waarin de verdachte zelf willens en wetens de confrontatie met een ander persoon heeft opgezocht, wordt een beroep op noodweer over het algemeen afgewezen, omdat er dan geen sprake is van een noodzakelijke verdediging. Veel hangt af van de omstandigheden van het geval: het jezelf in een riskante situatie begeven, waarin een aanranding niet denkbeeldig is, is iets anders dan willens en wetens de confrontatie met een ander zoeken. Dit onderscheid speelde een rol in het arrest Noodweer in de kas.

## Verboden wapenbezit
In het Bijlmer noodweer-arrest heeft de Hoge Raad geoordeeld dat het bezit en gebruik van een verboden wapen, in dit geval een vuurwapen, een beroep op noodweer(exces) niet in de weg hoeft te staan. Wel volgde een veroordeling voor het verboden wapenbezit. Er is kritiek op dit standpunt denkbaar vanuit de visie dat degene die in noodweer handelt de verdediger van het recht tegenover het onrecht is. Ook is denkbaar dat de rechter naar aanleiding van het enkele feit van de aanschaf van een illegaal wapen tot het oordeel komt dat er sprake is van een gezochte confrontatie. In dit geval kan een beroep op noodweer ontzegd worden. In het algemeen geldt een plicht een gevecht te vermijden.

## Dictum
Indien de rechter een beroep op noodweer aannemelijk acht, kan deze tot verschillende uitspraken komen. Dit hangt af van de delictsomschrijving. Indien de wederrechtelijkheid een bestanddeel van het strafbare feit is, zal de rechter vrijspreken, omdat de aanname van de rechtvaardigingsgrond noodweer betekent dat de gedraging alsnog niet wederrechtelijk was. Vrijspraak betekent immers dat de tenlastelegging, waarin de delictsomschrijving wordt opgenomen, niet bewezen verklaard wordt. Indien de wederrechtelijkheid echter geen bestanddeel vormt van de delictsomschrijving, dan volgt in het wettelijke systeem wel een bewezenverklaring van de tenlastelegging, maar volgt ontslag van rechtsvervolging.

## Jurisprudentie
In een "overzichtsarrest" in 2016 formuleerde de Hoge Raad de hierboven geschetste overwegingen m.b.t. de vereisten voor geslaagd beroep op noodweer(exces). Deze overwegingen werden in een arrest in februari 2020 herhaald.